# American Garelli
American Garelli war der offizielle Importeur und Vermarkter von Garelli-Mopeds in den Vereinigten Staaten. Das Unternehmen spielte eine zentrale Rolle bei der Einführung und Anpassung europäischer Garelli-Modelle für den US-amerikanischen Markt in den 1970er und frühen 1980er Jahren.

## Geschichte
In den 1970er Jahren begann American Garelli mit dem Import von Mopeds des italienischen Herstellers Garelli in die USA. Um den amerikanischen Vorschriften zu entsprechen, wurden die Fahrzeuge an lokale Standards angepasst. 
Zusätzlich veröffentlichte American Garelli umfangreiche Service- und Teilehandbücher für Händler, darunter das bekannte „The Garelli Manual“, ein kombiniertes Werk aus Service-, Teile- und technischen Informationen.

## Technische Innovationen und Anpassungen
1977 entwickelte American Garelli einen sogenannten „oil injector“ Tank, der neben dem Benzintank montiert wurde. Dieses System diente nicht der Motorölzufuhr während des Betriebs, sondern vereinfachte das Mischen von Öl und Benzin beim Tanken.
Viele dieser Zusatztanks wurden allerdings später von den Besitzern entfernt, da das System schon nach einigen Jahren unzuverlässig wurde.
Ende 1977 führte American Garelli gegossene Aluminiumräder ein, bekannt als „mag wheels“.
Diese ergänzten die klassischen Speichenräder. Beide Radtypen wurden in Italien vom Zulieferer Grimeca hergestellt.
Der Begriff „mag“ stammt ursprünglich von Magnesiumrädern im Automobilbau.

## Modelle (Auswahl)
American Garelli vertrieb verschiedene Modelle, die auf italienischen Garelli-Designs basierten, jedoch an die Bedürfnisse des Amerikanischen Marktes angepasst wurden
- Eureka Flex

- Eureka Flex Deluxe

- Sport

- Gran Sport

- Gran Sport Twin (1977)

- Gulpmatic (alias Gran Sport Twin)

- Super Sport XL

- VIP (ab 1978)

- Rally Sport (ab 1977)

## Bedeutung
American Garelli war maßgeblich daran beteiligt, europäische Mopeds in den Vereinigten Staaten zu etablieren. Durch gezielte Anpassungen an den US-Markt, innovative (teilweise umstrittene) technische Lösungen sowie umfassende Serviceunterstützung für Händler schuf das Unternehmen die Grundlage für den Erfolg von Garelli-Mopeds in Nordamerika.